# Звезда (телеканал)
«Звезда» (наименование СМИ — «Национальная телевизионная компания „ЗВЕЗДА“ (НТК „ЗВЕЗДА“)») — российский федеральный общественно-патриотический телеканал. Принадлежит медиагруппе «Звезда», которую курирует Министерство обороны Российской Федерации посредством ОАО «Телерадиокомпания Вооружённых сил Российской Федерации „Звезда“». В состав медиагруппы входят также «Радио Звезда» и интернет-сайты.
Начал своё вещание 20 февраля 2005 года на 57 ТВК в Москве. Имеет статус федерального канала и входит во второй мультиплекс цифрового телевидения России.
Основу вещания телеканала составляют информационные и аналитические передачи, посвящённые истории, культуре, науке и спорту, познавательные и образовательные программы (история оружия и так далее). Освещаются проблемы российской армии, её развития и перспектив, проблемы политической и культурной жизни России.
С 9 мая 2005 года круглосуточный эфир телеканала «Звезда» наполняет художественный кинопоказ, документальное кино, программы и передачи о ВС России, ток-шоу, научно-популярные и публицистические программы.
По итогам 2024 года «Звезда» входит в топ-10 популярных российских телеканалов, а его аудитория составляет 2,8 %.

## История телеканала

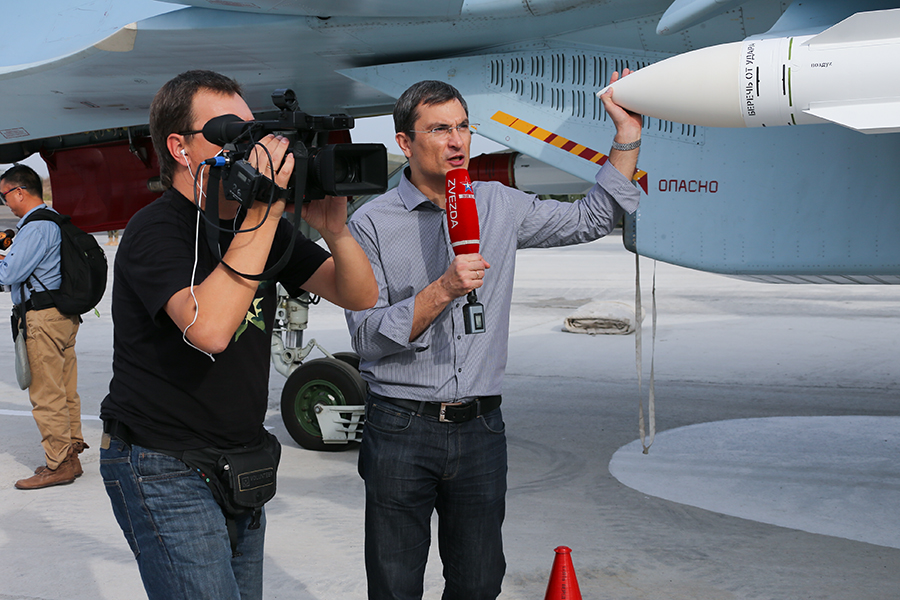
Ведущий телеканала «Звезда» Юрий Подкопаев на авиабазе «Хмеймим» ВКС РФ в Сирии, 22 октября 2015 года

### Предыстория
Первая попытка выйти в эфир должна была произойти весной 2000 года, спустя два года после того, как в 1998 году Центральная телевизионная и радиовещательная студия Министерства Обороны РФ (ЦТРС МО РФ) выиграла конкурс на 57-й частотный канал московского дециметрового диапазона под юридическим названием телеканала «Отчизна», но запуска так и не состоялось, после чего Министерство Российской Федерации по делам печати, телерадиовещания и средств массовых коммуникаций (МПТР) лишило телеканал лицензии, а ФКК снова выставила 57 ТВК на конкурс.
Телеканал «Отчизна», но уже под новым юридическим названием «Славянка», снова получил лицензию на осуществление вещания на 57 ТВК 17 июля 2000 года. Однако в сентябре 2001 года телеканал так и не начал своё вещание и получил от МПТР предупреждение и двухнедельный исправительный срок. Частота 57 ТВК снова была выставлена на конкурс.
Спустя три года, в 2004 году ЦТРС МО РФ получила право на телевещание на 57 ТВК в Москве под названием «Звезда». До этого, у Минобороны была студия «Воен-ТВ», выпускавшая программы «Служу России» для ОРТ, «Служу Отечеству» для РТР и «Вижу цель» для телеканала «Культура». Данную студию было решено поставить во главу всей сетки вещания для будущего телеканала, а все вышеназванные телеканалы переехали с трёх телеканалов на «Звезду».

### Создание телеканала
Телеканал «Звезда» впервые начал вещание 20 февраля 2005 года на 57 ТВК в Москве. Особенностью телеканала является показ программ на патриотическую тематику: информационно-аналитические программы, а также советские и российские кинофильмы. В первый день вещания телеканала был показан документальный фильм о работе пожарных подразделений, до 9 мая 2005 года вещание было ограничено до вечера.
С самого начала вещания телеканала основой его логотипа была звезда, в соответствии с тематикой и названием канала. При этом несколько раз данный логотип модернизировался: в 2007, 2008, 2011, 2014 и 2015 годах.
9 мая 2005 года, в день 60-летия Победы в Великой Отечественной войне, телеканал «Звезда» перешёл на круглосуточное вещание. Вещание на территорию России началось в 2006 году, вещание на спутниковой платформе «НТВ-Плюс» стартовало в 2007 году, а уже в 2009 году «Звезда» получила статус федерального телеканала.
В сентябре 2012 года выяснилось, что телеканал «Общественное телевидение России» (ОТР) перенесёт вещание с 1 января на 19 мая 2013, также выяснилось, что он не будет вещать на частоте «Звезды».
14 декабря 2012 года телеканал «Звезда» вошёл во второй мультиплекс цифрового телевидения России. При этом канал имел всего лишь одну позицию для конкурса.
31 декабря 2014 года в целях организации единой системы распространения телеканала прекращается действие договора с региональными партнёрами.
1 сентября 2015 телеканал «Звезда» перешёл на широкоэкранное вещание в формате 16:9.
23 февраля 2021 года телерадиокомпания «Звезда», входящая в медиахолдинг «Красная звезда», запустила новый телеканал «Звезда Плюс», доступный в сетях кабельного и спутникового телевидения. Дистрибуцией канала на эксклюзивной основе занимается холдинг «Ред Медиа» (входит в группу компаний ГПМ КИТ (Кино. Интернет. Телевидение. Производство, прокат, дистрибуция) в составе «Газпром-медиа»).

## Руководство

### Генеральные директора
- Сергей Савушкин (2005—2007)[15]
- Илья Удачин (2007)[16]
- Григорий Кричевский (2007—2013)[17][18]
- Алексей Пиманов (c 2013, как президент медиахолдинга «Красная звезда»)[19]

### Коммерческие директора
- Артём Чефранов (2005—2007)[20]
- Александр Иноземцев (2007—2011)[21]
- Андрей Яковлев (2011—2012)[22]
- Илья Астахов (с 2012)[23]

### Генеральные продюсеры
- Андрей Разбаш (2005—2006)
- Сергей Костин (2007—2008, 2012—2015)[24]
- Борис Яновский (с 2015)

### Руководители Службы информации
- Александр Поклад (2006—2008)[25]
- Вячеслав Крискевич (2009—2012)[26]
- Максим Додонов (2014—2018, как заместитель генерального директора по информационному вещанию)
- Алексей Харьков (c 2018[27], как советник президента по информационному вещанию)

### Музыкальные оформители
- Антон Батагов (2007—2009)

## Программы
- «Военная приёмка» с Алексеем Егоровым (с 2014)
- «Война миров» с Николаем Добрыниным (с 2021)
- «Второе мнение» с Кириллом Маслиевым (с 2024)
- «Галерея звёзд» с Оскаром Кучерой (с 2023)
- «Главное с Ольгой Беловой» (с 2019)
- «Загадки века с Сергеем Медведевым» (с 2016)
- «Звезда» с Оскаром Кучерой (прежнее название — «Новая звезда», которую ранее вела Аврора) (с 2015)
- «Здравствуйте, товарищи!» с Ольгой Беловой и Иваном Кондаковым (ранее вёл Михаил Шахназаров) (с 2022)
- «Ищу своих» с Николаем Матвеевым (ранее вёл Влад Маленко) (с 2023)
- «Код доступа с Павлом Веденяпиным» (с 2017)
- «Легенды армии» с Александром Маршалом (с 2015)
- «Легенды кино» с Андреем Чернышовым (с 2016)
- «Легенды музыки» с Дарьей Веста (с 2015)
- «Любовь на линии огня» с Борисом Щербаковым (с 2025)
- «Между тем» с Наталией Метлиной (с 2018)
- «Мужики» с Эдгардом Запашным (с 2023)
- «Музыка+» с Юлией Розенберг (с 2022)
- «Не факт» с Араратом Кещяном и Михаилом Башкатовым (ранее вёл Андрей Бурковский) (с 2015)
- «Новости дня» (ранее — «Новости», «Новости Содружества») (с 2005)
- «Новости недели с Юрием Подкопаевым» (прежнее название — «Новости. Главное») (с 2015)
- «Открытый эфир» с Алексеем Гудошниковым, Николаем Матвеевым, Наданой Фридрихсон, Юлией Шамаль (с 2018)
- «По горячим следам» (с 2023)
- «Сегодня утром» с Александром Карловым, Алексеем Кияном, Ириной Иваницкой, Романом Щукиным, Алексеем Лысенковым, Ренатой Камаловой (ранее вели Леонид Марголин, Михаил Белянин, Олег Савельев, Алексей Поляков, Илья Савельев, Лейсан Дусаева, Евгения Синицкая, Роман Фишкин, Кирилл Радциг, Ирина Пудова) (с 2016)
- «Секретные материалы с Андреем Луговым» (с 2019)
- «Скрытые угрозы» с Николаем Чиндяйкиным (с 2018)
- «Служу России!» с Юрием Подкопаевым (ранее вели Аркадий Украинский, Ирина Лосик) (с 2005)[28]
- «Специальный репортаж» (с 2016)
- «Специальный репортаж. Что русскому смешно...» (с 2023)
- «СССР. Знак качества» с Иваном Охлобыстиным (ранее вёл Гарик Сукачёв) (с 2019)
- «Улика из прошлого» с Олегом Масленниковым-Войтовым (с 2016)
- «Фетисов» с Вячеславом Фетисовым (с 2016)

## Критика
22 октября 2015 года телеканал «Звезда» на своем сайте опубликовал сообщение о том, что «украинский премьер-министр Арсений Яценюк обвинил лидера партии „Батькивщина“ Юлию Тимошенко в сексуальных домогательствах». При этом телеканал ссылается на «интервью», которое якобы брала у Яценюка журналистка русской редакции Radio France Internationale Елена Серветтаз. RFI отметила, что Елена Серветтаз не брала интервью у Яценюка и предупредила всех, кто мог случайно прочитать «новость» от телеканала «Звезда», что оба представленных в ней «факта» являются плодами вымысла. Изначально российский телеканал вообще не дал гиперссылок на источник информации, но после официального опровержения появилась ссылка на сайт «Живая Кубань» (в сообщении которого, в свою очередь, дана ссылка на главную страницу сайта радиостанции Radio France, никак не связанной с RFI). Первоначальная версия сообщения «Звезды» сохранилась в кэше Google, а само не подтвердившееся сообщение продолжает висеть на сайте телеканала. Саму «Звезду» не впервые уличали в цитировании сомнительных источников.
В ноябре 2017 года, перед визитом в Москву президента Чехии Милоша Земана, на сайте телеканала была обнародована публикация Леонида Масловского «Чехословакия, 1968 год: история Пражской весны». В тексте заявлялось о том, что ввод советских войск в Чехословакию не позволил Западу совершить государственный переворот и «сохранил жизнь в мире и согласии всем народам Организации Варшавского договора», а также, что во время Великой Отечественной войны «русской крови… по вине Чехословакии было пролито не меньше, чем по вине Венгрии и Румынии, армии которых вместе с Германией напали на СССР в 1941 году». Хотя статья вскоре после появления была удалена, сохранившись в кэше Google, она вызвала негативную реакцию чешского политика, взявшем на встречу с премьером Дмитрием Медведевым её распечатанную копию. Медведев извинился перед иностранным гостем, напомнив о существовании официальной позиции РФ по этому вопросу и принципе невмешательства в работу СМИ.

### Цензура
В марте 2023 г. телеканал обрезал видео, в котором глава ведомства Сергей Шойгу не стал отвечать на вопрос о том, когда ждать мира на Украине. Изначально опубликованное в телеграм-канале «Звезды» видео с приёма после прошедших в Кремле переговоров Владимира Путина и китайского лидера Си Цзиньпина длилось 19 секунд, но его сократили до 13 секунд.
В августе 2023 г. телеканал удалил с сайта и из телеграм-канала поздравление с Днем ВДВ от командующего войсками Михаила Теплинского, в котором тот раскрыл количество раненых в ходе вторжения на Украину десантников (8,5 тысячи человек) и сообщил о создании новых соединений. После удаления с ресурсов Минобороны видео Теплинского сохранилось в других провластных источниках, в частности в телеграм-канале телеведущего Владимира Соловьева. Среди крупных СМИ новость процитировал лишь «Московский комсомолец» и агрегатор «Рамблер/новости».

## Санкции
21 мая 2021 года телеканал внесен в санкционные списки Украины так как он «формирует и распространяет новостной контент в соответствии с кремлёвской политикой для целей оправдания действий России».
В октябре 2022 года, на фоне вторжения России на Украину, телеканал внесен в санкционные списки Канады за «причастность в распространении российской дезинформации и пропаганды».
23 июня 2023 года включён в санкционный список всех стран Евросоюза за поддержку действий которые подрывают и угрожают территориальной целостности, суверенитету и независимости Украины. Евросоюз отмечает что телеканал «занимается поддержкой и пропагандой российских вооружённых сил, а также распространяет дезинформацию и пропаганду об агрессивной войне России против Украины».

## Эфирное вещание
Телеканал «Звезда» входит во второй мультиплекс цифрового телевидения России.
Осуществлял собственное аналоговое вещание до 14 октября 2019 года. В настоящее время осуществляет аналоговое вещание в нескольких городах на частотах региональных телекомпаний-партнёров (ТВ Донской, Терра/ОТВ, Новый век, ТБС, Ту-52). В июне 2022 года канал возобновил бесплатную трансляцию на территории Херсонской области Украины.